# Pentecoste (Tiziano)
La Pentecoste o Discesa dello Spirito Santo  è un dipinto del pittore veneto Tiziano Vecellio realizzato nel 1545-1546 circa e conservato nella Basilica di Santa Maria della Salute a Venezia.

## Storia
Ci sono altre opere di Tiziano nella basilica veneziana: Caino uccide Abele, Sacrificio di Isacco, Davide e Golia e San Marco in trono. Erano tutte originariamente dalla Chiesa dello Spirito Santo in Isola, che fu secolarizzata nel 1656,dopo sono passate nella basilica di Santa Maria della Salute.
L'artista ha realizzato quest'opera per la pala dell'altare maggiore della chiesa del convento, una prima versione di cui aveva preparato nel 1541. Tuttavia, questa versione si deteriorò rapidamente, quindi i monaci non pagarono il pittore. La causa fu portata in un tribunale ecclesiastico in cui Tiziano ha richiesto l'aiuto del cardinale Alessandro Farnese uno dei suoi patroni; infine il tribunale stabilì nel 1545 la ripetizione dell'opera dell'artista. Secondo altre versioni, il problema con la prima versione non era di qualità, ma di controversie dottrinali sulla rappresentazione del fuoco che simboleggia Dio Padre. Sebbene l'opera sia di solito datata nel 1545 o nel 1546, alcuni esperti la ritardano al 1555 (Fogolari, 1935; Pallucchini, 1953).
L'opera non è firmata o datata. È abbastanza probabile che Tiziano lo farà con l'aiuto di collaboratori: i due apostoli in primo piano hanno chiaramente una fattura diversa dalla sua.

## Descrizione

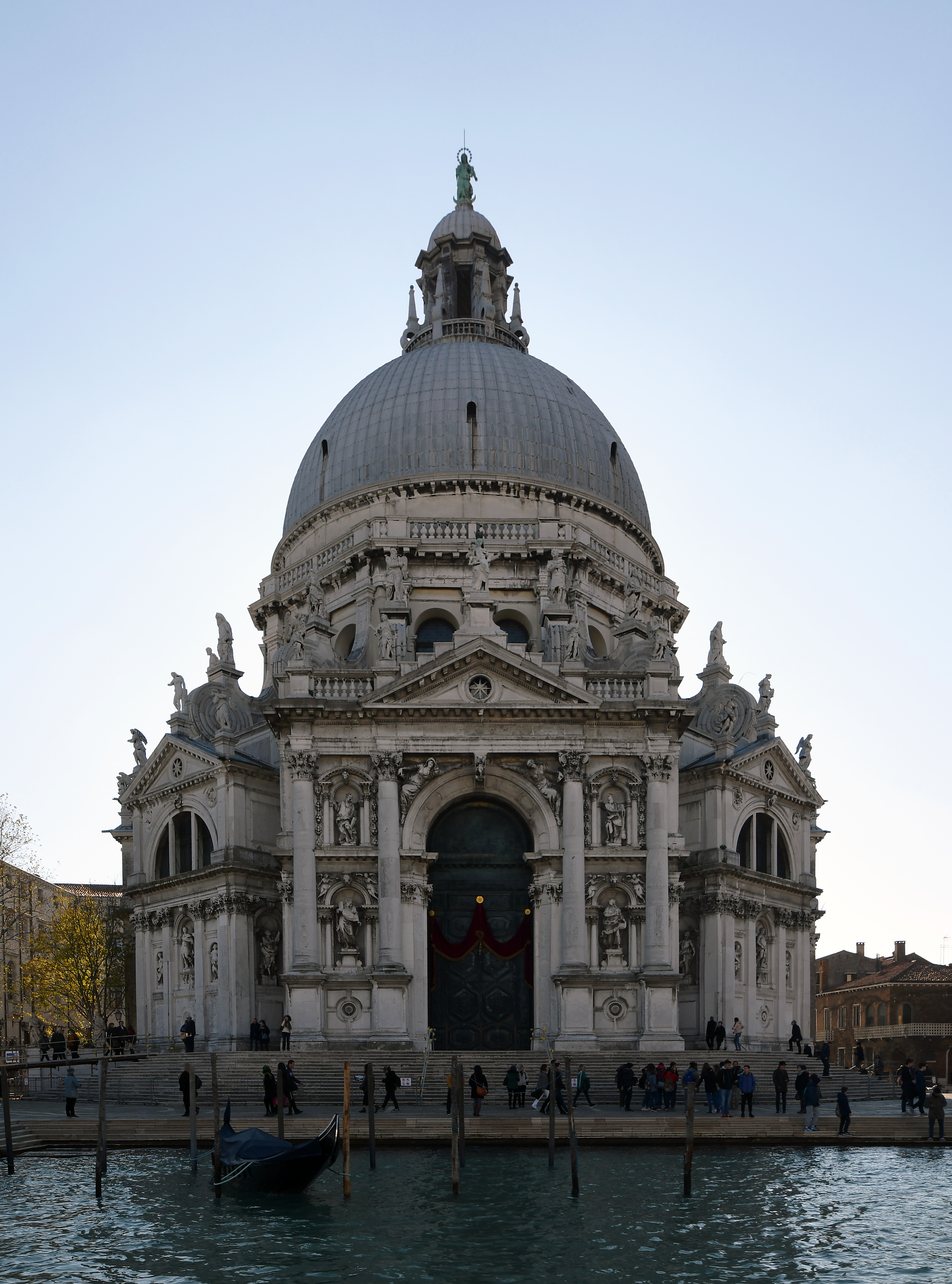
Basilica di Santa Maria della Salute a Venezia

La Pentecoste è una scena del Nuovo Testamento narrato nelle Atti degli Apostoli (At 2, 1.5); l'immagine presenta la venuta dello Spirito Santo sulla Vergine Maria e sugli apostoli. Sotto una volta a botte con cassettone, dopo di che si apre una finestra che ricorda le terme romane, appare una colomba che simboleggia lo Spirito Santo, da cui alcuni raggi di luce che si diffondono sulle figure raccolte nel salone: al centro, la Vergine, con le mani unite in preghiera e guardando in alto, circondata dagli apostoli - sei per parte - e, dietro di lei, due donne che probabilmente sono due delle cosiddette Tre Marie (Maria Maddalena, Maria Salome e Maria di Cleofa). Sulle teste dei personaggi appaiono lingue di fuoco. La composizione è piramidale, basata sui personaggi e sul vertice sulla colomba.

## Stile
Tiziano era un virtuoso nella ricreazione di atmosfere vibranti con sottili sfumature di luce ottenute con infinite variazioni dopo uno studio approfondito della realtà e una sapiente manipolazione dei pennelli che dimostravano una grande padronanza tecnica. Nella Pentecoste, i raggi di luce che finiscono in lingue di fuoco rappresentano sorprendenti effetti di luce innovativi per l'epoca.
Quest'opera fu realizzata dopo il secondo soggiorno romano di Tiziano (1545-1546), ciò che è indicato dal fondale architettonico dell'immagine chiaramente ispirato all'opera del Bramante per la Basilica di San Pietro in Vaticano. D'altro canto, lo scorcio nel movimento delle figure e l'intenso cromatismo indicano l'incipiente manierismo che iniziò a prendere il sopravvento sull'arte italiana dopo il classicismo rinascimentale, con una chiara influenza dell'opera di Michelangelo.